# Заславское княжество
Заславское княжество — удельное вассальное княжество в Великом княжестве Литоском (с 1569 года — в Речи Посполитой). Правительственный центр — город Заслав в Волынском воеводстве. Во второй половине XVI века в состав Заславщины входили Заславская, Верховская, Белогородская и Почапецкая волости. В конце XVI века на территории Заславщины появляются новые города: Красный Корчик (1596), Шепетовка (1619), Славутин и Ташков (1633).
Князья не подлежали местной администрации (уездной или воеводской), только в некоторых вопросах великому князю литовскому или польскому королю . В Заславщине безраздельно господствовало княжеское право (лат. jus ducale), благодаря чему она фактически превратилась в государство в государстве. Суверенность землевладения принадлежала к основополагающим элементам княжеского права.
Кроме того, князья Заславские, как «главные княжата» выводили собственные вооруженные отряды (почты) под родовым гербом, а не скажем под стягом земли (в этом случае Волыни).
В 1682 году Александр Януш Заславский (1650—1682), последний мужской представитель рода Заславских, скончался, не оставив потомства. После его смерти Острожскую ординацию и Заславское княжество унаследовала его сестра, Теофила Людвика (1654—1709), с 1683 года жена Юзефа Кароля Любомирского (1638—1702).

## Князья Заславские
- Юрий Васильевич Заславский
- Андрей Юрьевич Заславский
- Иван Юрьевич Заславский
- Кузьма Иванович Заславский
- Януш Кузьмович Заславский
- Януш Янушевич Заславский
- Александр Янушевич Заславский
- Владислав-Доминик Заславский
- Александр-Януш Заславский